# داریوش (پسر اردشیر دوم)
داریوش از شاهزادگان هخامنشی بود که در بین سال‌های ۴۰۰ تا ۶۶۵ زندگی می‌کرد. وی فرزند ارشد و ولیعهد اردشیر دوم از استاتیرا بود. او در آخرین سال حکومت پدرش با تحریک برخی بزرگان و دو خواهرش آتوسا و آمستریس که از پدرشان کینه داشتند، برای کشتن پدرش توطئه کرد اما اردشیر دوم از این توطئه آگاهی یافت و داریوش را زندانی و سپس اعدام کرد.